# Down Colorful Hill
Albums de Red House Painters
Red House Painters
(1993)
Down Colorful Hill est le premier album des Red House Painters, et est sorti en 1992 sous le label 4AD.
Comme pour d'autres artistes de 4AD comme les Pixies, Lush et His Name Is Alive, l'album s'est construit sur des démos peu modifiées lors des remixs de production. Malgré le fait que ce ne soit précisé sur l'album, les remixages ont été réalisés par le président de 4AD Ivo Watts-Russell et son partenaire de This Mortal Coil, John Fryer. Les remixs donnent à cet album une atmosphère sonore typique de ce label.
Le titre "Waterkill" a été enregistré lors de ces sessions mais n'apparait que plus tard, dans la compilation  Retrospective sous une forme "non mixée", donnant à l'écoute une idée des versions originales des démos.
Un clip vidéo, réalisé par Mark Taylor a été produit pour la chanson "24".

## Liste des chansons

### CD
1. "24" – 6:47
2. "Medicine Bottle" – 9:49
3. "Down Colorful Hill" – 10:51
4. "Japanese to English" – 4:42
5. "Lord Kill the Pain" – 6:03
6. "Michael" – 5:23

### Vinyl LP
Face A:
1. "24" – 6:47
2. "Medicine Bottle" – 9:49
3. "Japanese to English" – 4:42

Face B:
1. "Down Colorful Hill" – 10:51
2. "Lord Kill the Pain" – 6:03
3. "Michael" – 5:23